# Penicuik South Church

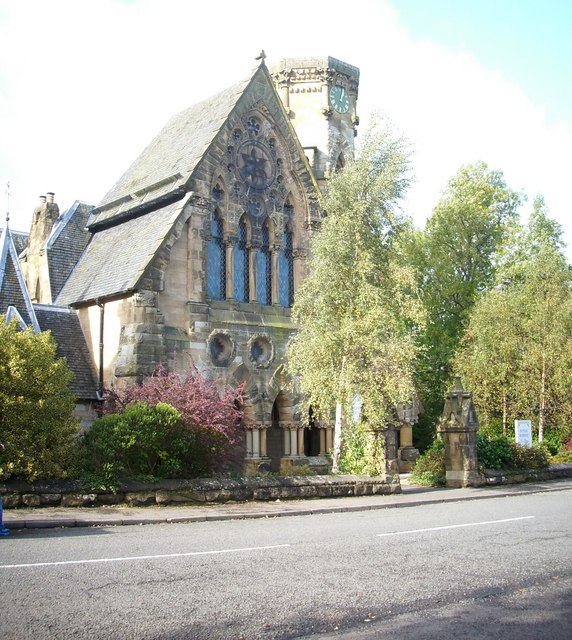
Penicuik South Church

Die Penicuik South Church, auch Penicuik South Kirk, ist ein Kirchengebäude der presbyterianischen Church of Scotland in der schottischen Stadt Penicuik in der Council Area Midlothian. 1971 wurde das Bauwerk in die schottischen Denkmallisten in der höchsten Kategorie A aufgenommen. Die Kirche ist noch als solche in Verwendung.

## Geschichte
Nach der schottischen Kirchenspaltung im Jahre 1843 wurde der Bau einer Kirche der Free Church of Scotland in Penicuik notwendig. Das Gebäude an der West Street wurde jedoch schon bald zu klein, sodass zu Beginn der 1860er Jahre ein Kirchenneubau beschlossen wurde. Mit der Planung wurde der schottische Architekt Frederick Thomas Pilkington beauftragt. Die Baukosten der heutigen Penicuik South Church in Höhe von 2050 £ wurden aus Spendengeldern bestritten. Nachdem der Grundstein am 20. Mai 1862 gelegt wurde, wurde die Kirche am 4. September 1863 fertiggestellt. Mit der Wiedervereinigung im 20. Jahrhundert kam das Gebäude wieder zur Church of Scotland. Im Jahre 1989 wurde Braunfäule festgestellt und die Kirche innerhalb eines Jahres restauriert.

## Beschreibung
Das neogotische Bauwerk liegt an der Peebles Road (A701) am Südrand von Penicuik. Es ist eines von wenigen Gebäuden am Ostufer des North Esk. Die ostexponierte Frontseite ist mit einem Narthex bestehend aus einer vier Achsen weiten Arkade gestaltet. Die gepaarten Säulen tragen die wuchtigen Spitzbogenarkaden. Ihre Kapitelle sind individuell mit Blätterwerk ornamentiert. Zwischen den Bögen sind Vierpässe angeordnet; darüber befindet sich ein aufwändiges Maßwerk. Das Eingangsportal befindet sich rechts dieser Giebelseite. Etwas zurückversetzt ragt dort der Glockenturm auf, in dessen Fuß sich das zweiflüglige Hauptportal eingelassen ist. Dieses ist mit spitzbögigem Vordach gestaltet. Der dreistöckige Turm weist einen quadratischen Grundriss auf, geht jedoch oberhalb des ersten Geschosses in eine oktogonale Struktur über. Er schließt unerwartet mit einem Flachdach oberhalb der Turmuhren. Ursprünglich war noch ein spitzer Helm geplant, welcher dann jedoch nicht ausgeführt wurde. Sämtliche Dächer der Kirche sind mit grauem Schiefer eingedeckt.